# Zamek w Czartorysku
Zamek w Czartorysku – zamek zbudowany w XIV w. w Czartorysku na wysokiej górze nad brzegiem rzeki Styr.

## Historia
Ziemie te należały do księcia Świdrygiełły, brata Władysława Jagiełły, syna Olgierda, wielkiego księcia litewskiego i wnuka Giedymina, który podarował rozległe dobra na Wołyniu, m.in. Czartorysk i Klewań Czartoryskim. Od nazwy miejscowości wywodzi się nazwisko i ród Czartoryskich. Następnymi właścicielami zamku byli: Wasyl Konstantynowicz Czartoryski książę na Czartorysku, później jego syn ks. Michał Wasylewicz Czartoryski, marszałek dworu wielkiego księcia Świdrygiełły w l. 1445-61, namiestnik bracławski. Kolejnymi właścicielami byli: Fiodor Michałowicz Czartoryski, syn Michała, starosta łucki, a w XVI w. Aleksander Fiodorowicz Czartoryski (1517-1571), wojewoda wołyński. Po Czartoryskich, od 1601 właścicielem majątku był Pac, wojewoda miński, a po nim Leszczyńscy, od 1677 Wiśniowieccy, od 1725 roku Radziwiłłowie, a od połowy XIX w. rząd rosyjski.
W dziele pod redakcją Piotra Siemionowa Tian-Szańskiego z roku 1897, E.P. Karpowicz opisywał zamek w następujący sposób:

W Guberni Wołyńskiej, nad rzeką Styrem, znajduje się niewielka miejscowość Czartoryskich. Miejsce to posiada przeszłość historyczną. W latopisach Nestora, pod rokiem 1100 wspomniane jest oddanie Czartoryska księciu Igorowi.
Czartorysk był niegdyś grodem umocnionym, ze zbudowanym w nim zamkiem. Z poprzedniego zamku, zbudowanego, jak przypuszczamy w XVII wieku, pozostały jedynie nagie ściany, z orłami na tarczach herbowych, wysoki wał i głębokie fosy. Zamek, zgodnie z obyczajami swojego czasu, zbudowany był nad samą rzeką Styrem na wysokim wzgórzu, widocznym ze wszystkich stron z dala. Niedaleko znajdują się też gruzy klasztoru dominikańskiego.

## Architektura, położenie
W XVIII w. z zamku pozostały tylko ruiny z orłami na szczytach, wysoki wał obronny oraz fosa broniąca dawniej dostępu do warowni. Później pozostał tylko wał. Pod koniec XIX w. zostały ślady zamku. Miejscowość posiadała zachwycające położenie.

## Pałac
W połowie XVIII w. Radziwiłłowie zbudowali nową siedzibę – pałac w stylu rokokowym. Budowla została rozebrana, gdy Czartorysk znalazł się w granicach Rosji.